# Grebbe (Bergen op Zoom)

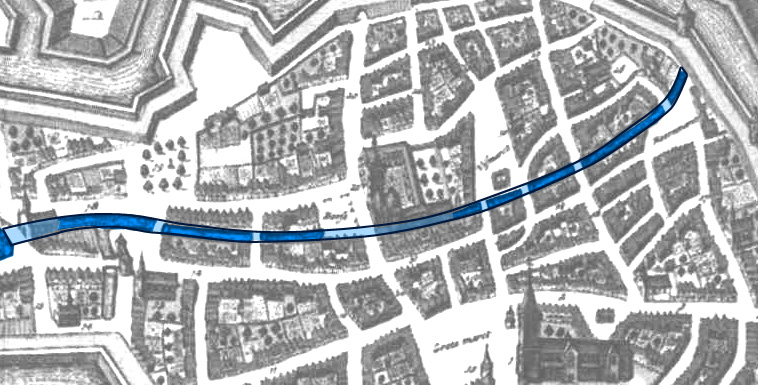
De Grebbe in de 17e eeuw.

De Grebbe is een watergang en stadsriool onder de Nederlandse stad Bergen op Zoom. De Grebbe dateert uit de dertiende eeuw en liep aanvankelijk bovengronds. In de loop der eeuwen is door bouwactiviteiten het water geheel ondergronds komen te liggen.
Het riool is vier meter breed en 780 meter lang. Het is hiermee het grootste monument van de stad. Het loopt vanaf het Ravelijn via de Geweldigerstraat, Markiezenhof en Moeregrebstraat naar de gedempte haven.

## Geschiedenis

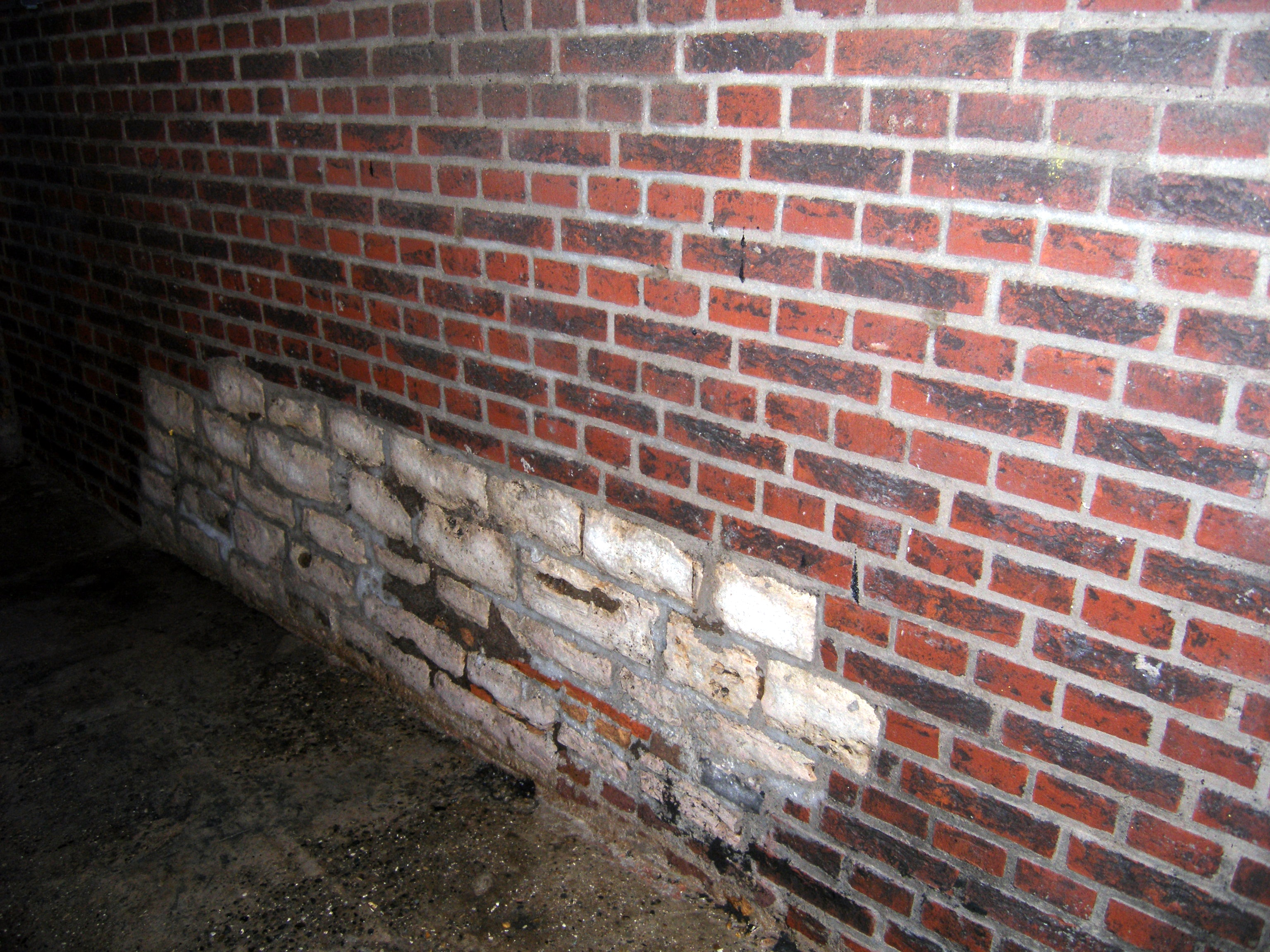
De witte stenen zijn resten van de oorspronkelijke kademuur.

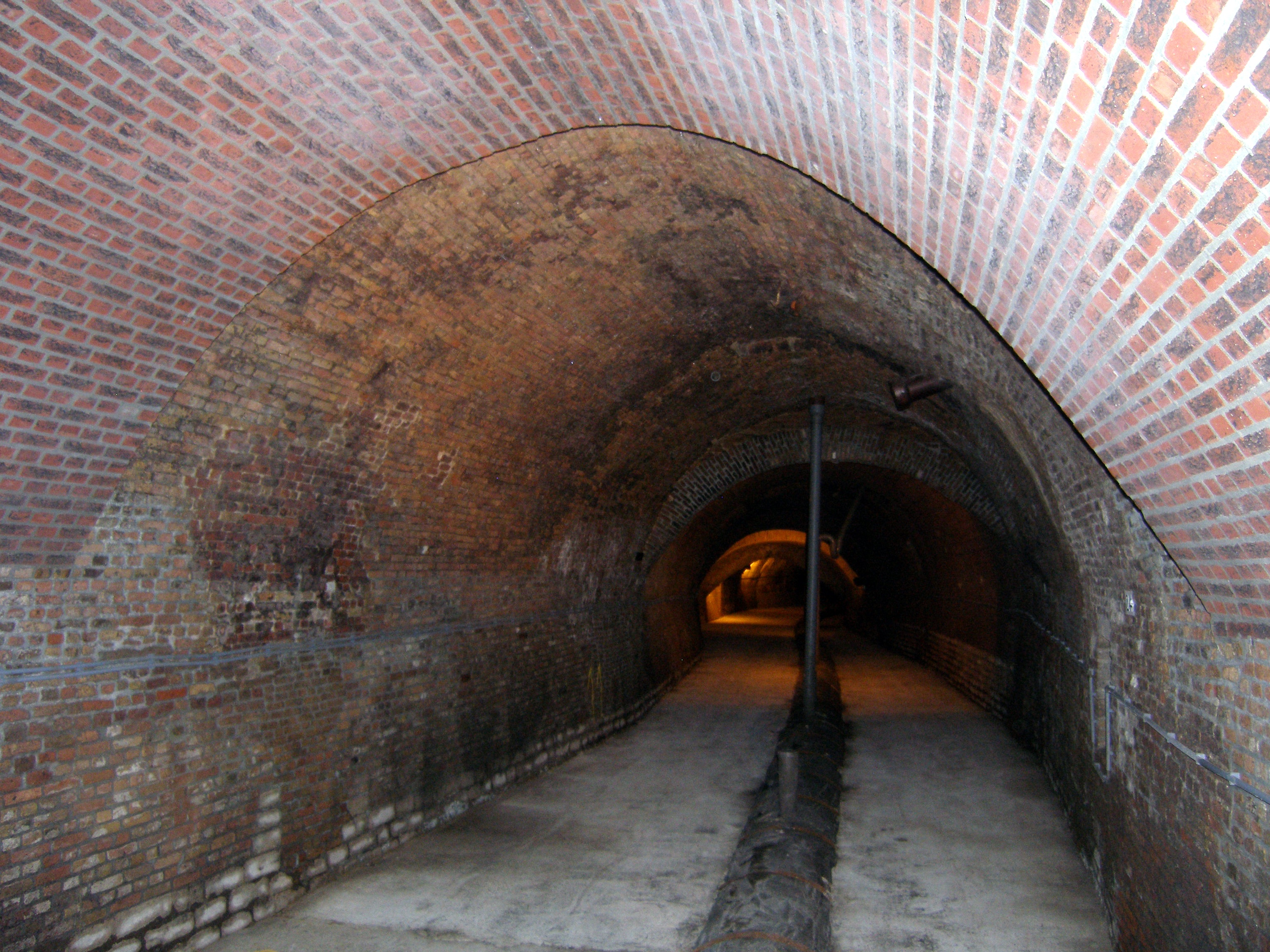
De Grebbe, met in het midden de kunststofbuis die nu het vuilwater afvoert.

De Grebbe werd gegraven in de dertiende eeuw, als afwateringskanaal. In de veertiende eeuw kwam daar de functie van turfvaart bij: ten noorden van de stad was men begonnen met het winnen van turf, die natuurlijk moest worden afgevoerd. Hiertoe werd de Grebbe verbreed en verdiept. Bierbrouwerijen, lakenweverijen en blekerijen gebruikten het water, totdat in de zestiende eeuw de vervuiling te groot was geworden.
Door de groei van de stad werd de Grebbe op verschillende plaatsen onttrokken aan het zicht doordat er gewelven over werden gebouwd:
overkluizingen. Dit gebeurde voor het eerst in de vroege vijftiende eeuw, om ruimte te maken voor de kleine binnenplaats van het Markiezenhof. Later volgden andere delen van het Markiezenhof en het Beursplein (1497). Het werd toen ook toegestaan aan burgers om overkluizingen aan te brengen om panden uit te kunnen breiden. Door de overkluizingen verloor de Grebbe zijn functie als turfvaart. Door de vervuiling en de overkluizingen was de Grebbe een riool geworden.
Bij het overkluizen werden bruggen, straten en gebouwen over het water gebouwd. Op sommige plaatsen is direct op de oude kademuren gebouwd, waarbij deze dienden als fundamenten voor het pand dat erover werd gebouwd.
Omdat de overkluizing zo'n lange periode bestrijkt, is de Grebbe een staalkaart geworden van bouwtechnieken door de eeuwen heen. Hierbij werden verschillende steensoorten en - later - beton gebruikt. De Grebbe bestaat voor een belangrijk deel uit gemetselde gewelven.
De laatste overkluizing vond pas plaats in de jaren vijftig van de twintigste eeuw, in het gedeelte dat parallel loopt met de Moeregrebstraat.

## Restauratie

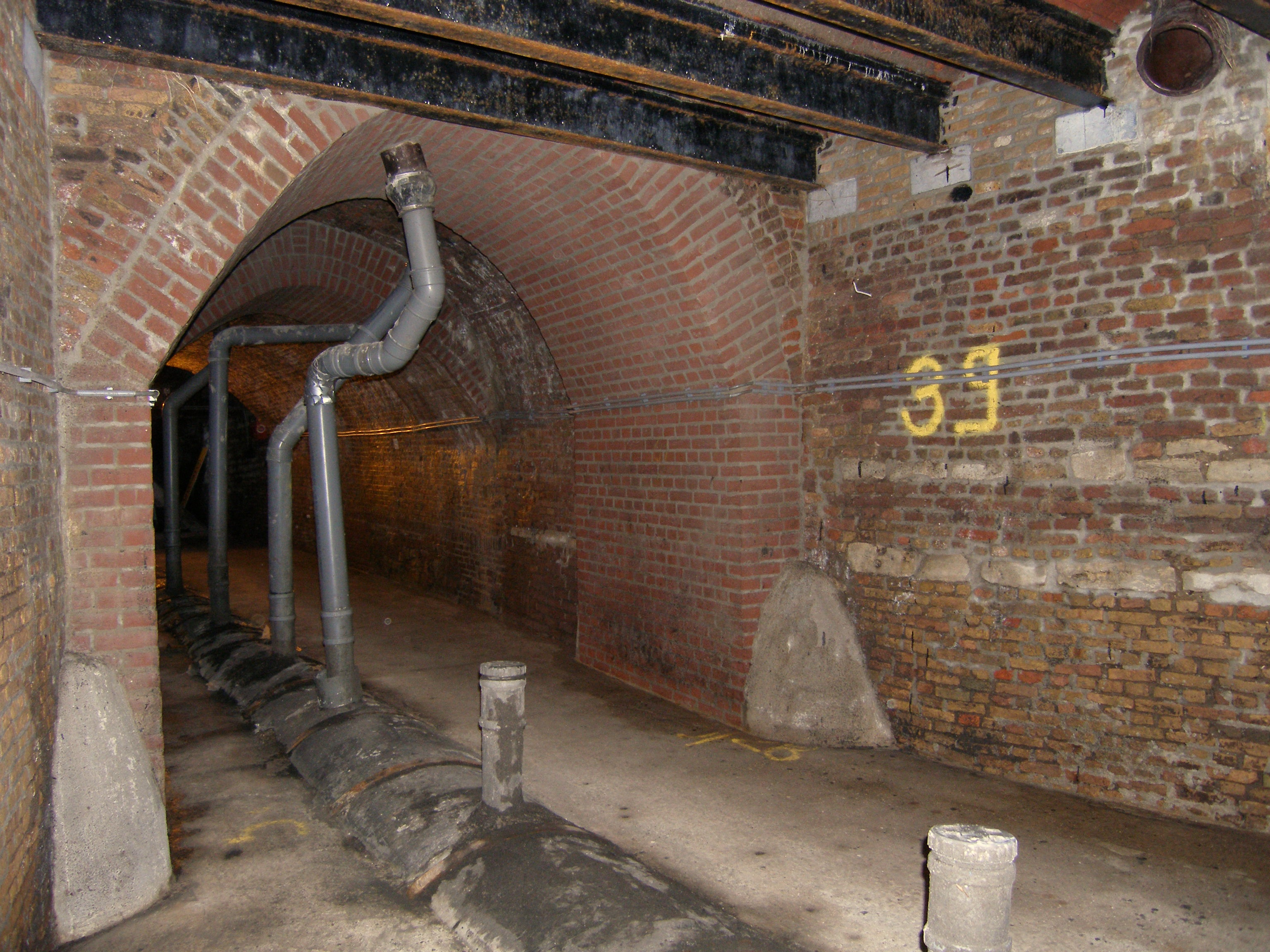
De verticale buizen zijn rioolbuizen van individuele huizen.

Door zouten en zuren uit menselijke afvalstoffen die inwerken op het metselwerk verzwakken de stenen constructies, waardoor reparaties nodig zijn.
In de jaren vijftig van de twintigste eeuw zijn ingrijpende reparaties uitgevoerd aan de Grebbe. Daarbij zijn hele stukken vervangen door betonbuizen.
Toen begin 21e eeuw weer reparaties nodig waren, onderkende men de kunsthistorische waarde van de Grebbe en besloot de gemeente zo veel mogelijk te restaureren in plaats van te vervangen door moderne constructies. Hiertoe is een kunststofbuis geplaatst waar de rioleringen van de huizen op zijn aangesloten. De buis voert het vuilwater af naar de riolering. De Grebbe komt nu alleen onder water te staan bij flinke regenval. De restauratie is in 2009 afgerond.

## Huidige functie
De hedendaagse Grebbe heeft nog drie functies. Ten eerste is het onderdeel van het rioleringsstelsel van Bergen op Zoom. Ten tweede dient het als bergbezinkbassin om zware regenval te kunnen verwerken. Ten derde kan de brandweer bluswater uit de Grebbe gebruiken, middels een verticale brandleiding die in de twintigste eeuw is aangelegd.
De Grebbe is sinds het begin van de 21e eeuw een rijksmonument.